# جایزه بوکر ۲۰۱۶

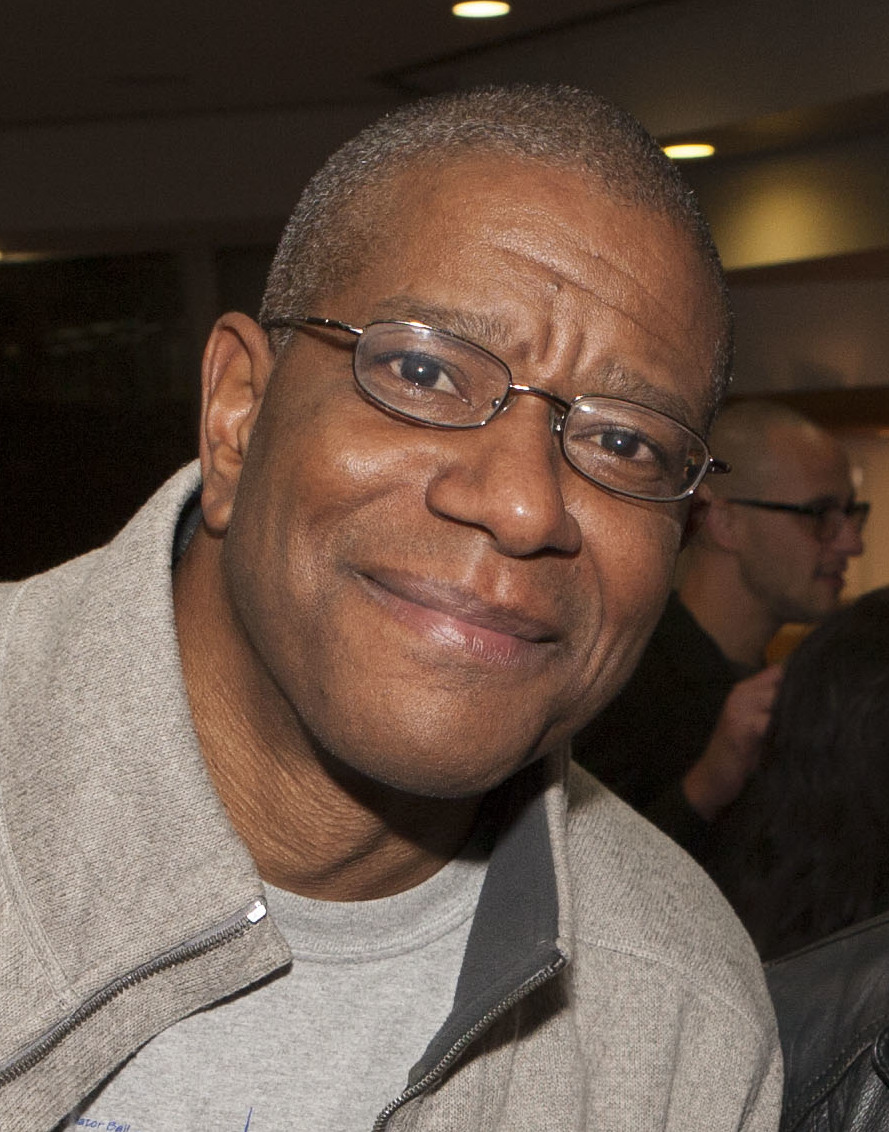
پاول بیتی

جایزه بوکر ۲۰۱۶ در مراسمی در ۲۵ اکتبر ۲۰۱۶ اهدا شد. ده کتاب از ۱۳ کتاب من بوکر در ۲۷ ژوئیه اعلام شد، در ۱۳ سپتامبر به فهرست نهایی شش عنوان محدود شد. پاول بیتی برای رمان فروش خود، با دریافت ۵۰ هزار پوند (۶۱ هزار دلار)، جایزه بوکر ۲۰۱۶ را دریافت کرد و اولین نویسنده آمریکایی شد که جایزه بوکر را دریافت کرد.

## هیئت داوری
- آماندا فورمن (صندلی)
- جون دی
- عبدالرزاک گورنه
- دیوید هرسنت
- اولیویا ویلیامز

## نامزدها (فهرست نهایی)
| نویسنده              | عنوان                 | ژانر(ها) | کشور     | ناشر              |
| -------------------- | --------------------- | -------- | -------- | ----------------- |
| پل بیتی              | فروشنده               | رمان     | آمریکا   | انتشارات Oneworld |
| دبورا لوی            | شیر داغ               | رمان     | بریتانیا | هامیش همیلتون     |
| Graeme Macrae Burnet | پروژه خونین او        | رمان     | بریتانیا | قاچاق             |
| اوتسا مشفق           | آیلین                 | رمان     | آمریکا   | جاناتان کیپ       |
| دیوید سزالای         | همه آنچه انسان است    | رمان     | بریتانیا | جاناتان کیپ       |
| مادلین تین           | نگویید ما چیزی نداریم | رمان     | کانادا   | کتابهای گرانتا    |

## نامزدها (فهرست کلی)
| نویسنده              | عنوان                    | ژانر(ها) | کشور                   | ناشر              |
| -------------------- | ------------------------ | -------- | ---------------------- | ----------------- |
| پل بیتی              | فروشنده                  | رمان     | آمریکا                 | انتشارات Oneworld |
| دبورا لوی            | شیر داغ                  | رمان     | بریتانیا               | هامیش همیلتون     |
| Graeme Macrae Burnet | پروژه خونین او           | رمان     | بریتانیا               | قاچاق             |
| اوتسا مشفق           | آیلین                    | رمان     | آمریکا                 | جاناتان کیپ       |
| دیوید سزالای         | همه آنچه انسان است       | رمان     | بریتانیا               | جاناتان کیپ       |
| مادلین تین           | نگویید ما چیزی نداریم    | رمان     | کانادا                 | کتابهای گرانتا    |
| جی ام کوتیزی         | Schooldays of Jesus      | رمان     | آفریقای جنوبی-استرالیا | هارویل سکر        |
| ال کندی              | شیرین جدی                | رمان     | بریتانیا               | جاناتان کیپ       |
| الیزابت استروت       | نام من لوسی بارتون است   | رمان     | آمریکا                 | وایکینگ           |
| ایان مک گوایر        | آب شمال                  | رمان     | بریتانیا               | Scribner انگلستان |
| دیوید معنی           | هیستوپی                  | رمان     | آمریکا                 | فابر و فابر       |
| ویل منمور            | بسیاری از                | رمان     | بریتانیا               | نمک               |
| ویرجینیا ریوز        | مثل هر کس دیگری کار کنید | رمان     | بریتانیا               | Scribner انگلستان |